# Itaipusa riegeri
Itaipusa riegeri är en plattmaskart som beskrevs av Tor Karling 1978. Itaipusa riegeri ingår i släktet Itaipusa och familjen Koinocystididae. Inga underarter finns listade i Catalogue of Life.